# Cornille
Cornille é uma comuna francesa na região administrativa da Nova Aquitânia, no departamento Dordonha. Estende-se por uma área de 13,05 km². Em 2010 a comuna tinha 692 habitantes (densidade: 53 hab./km²).